# Alexandre Girault
‘Alexandre Girault’ est un cultivar de rosier obtenu en 1909 par la maison Barbier en France.

## Description
C'est un rosier liane hybride de wichuraiana pouvant atteindre de 6 à 8 mètres de hauteur.
De couleur carmin, ce rosier fleurit une fois de façon exubérante en juin. Ses fleurs sont doubles, son feuillage vert foncé et lustré. ‘Alexandre Girault’ est peu épineux. Il est à l'aise sur une pergola ou palissé sur une tonnelle. On peut l'admirer à la roseraie du Val-de-Marne de L'Haÿ-les-Roses,.

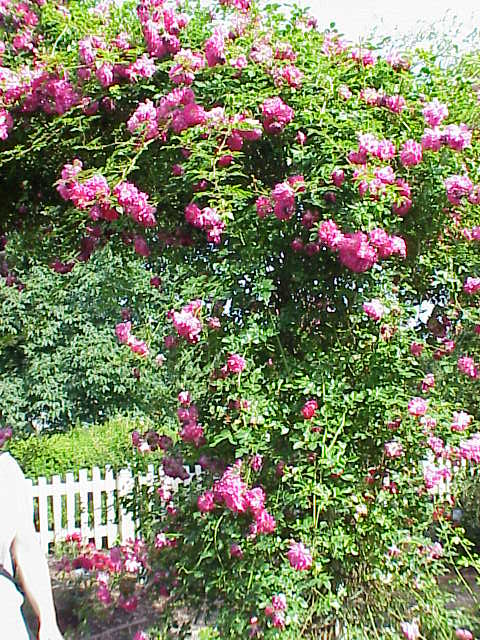
‘Alexandre Girault’ est un rosier-liane.